# Cunninghammyces umbonatus
Cunninghammyces umbonatus är en svampart som först beskrevs av Gordon Herriot Cunningham, och fick sitt nu gällande namn av Stalpers 1985. Cunninghammyces umbonatus ingår i släktet Cunninghammyces och familjen Cyphellaceae.   Inga underarter finns listade i Catalogue of Life.